# بني عبد الله
بني عبد الله هي جماعة قروية تابعة لإقليم الحسيمة ضمن جهة تازة الحسيمة تاونات بالمغرب. بلغ مجموع عدد سكان بني عبد الله حسب إحصاءات 2004 حوالي 7566 نسمة يعيشون في 1263 أسرة.